# Peter Yates
Peter Yates (24. července 1929, Aldershot, Hampshire, Anglie – 9. ledna 2011, Londýn, Spojené království) byl britský scenárista, režisér a filmový producent.
Pocházel z rodiny britského důstojníka, po studiích na londýnské Královské akademii dramatických umění pracoval nejprve v divadle. Později začal působit v televizi a ve filmu, kde působil nejprve jako asistent u režiséra Tony Richardsona. Od počátku 60. let pak začal natáčet své vlastní filmy. V televizi debutoval v roce 1962 seriálem The Saint (hlavní role Roger Moore), ve filmu pak o rok později snímkem Summer Holiday. 
V roce 1967 natočil film Loupež (anglicky Robbery), který byl volně inspirován skutečným případem Velké vlakové loupeže z roku 1963, kdy lupiči z poštovního vlaku na trase Glasgow – Londýn ukořistili přes 2,6 miliónu liber (více než 46 miliónů liber v současných cenách). Film obsahoval také dlouhou automobilovou honičku a měl velký úspěch rovněž v USA. Právě ztvárnění filmové honičky přilákalo pozornost amerického scenáristy a také Steve McQueena, který byl koproducentem teprve připravovaného filmu, kde McQueen měl hrát hlavní roli neúplatného a vytrvalého kriminalisty (i když někteří další lidé z produkce s nápadem angažovat britského režiséra nesouhlasili).
V roce 1968 tak na popud Steve McQueena natočil svůj první a dodnes známý hollywoodský film Bullittův případ.  Šlo také o jeden z prvních filmů, který se takřka celý natáčel v reálných lokací San Francisca (nikoli ve studiových kulisách). Film je však proslulý především spektakulární automobilovou honičkou, kterou mnozí označují jako nejlepší ve filmové historii. Za režii film Oscara nezískal, ale za filmový střih ano (Frank P. Keller), na čemž měl velký podíl právě sestřih záběrů této honičky.
Následovala řada dalších známých a úspěšných titulů. V roce 1979 byl poprvé nominován na Oscara a Zlatý glóbus za snímek A co dál... (rodinná komedie ze sportovního prostředí). Nejvíce nominací však posléze získal za svůj film Garderobiér z roku 1983 podle stejnojmenné divadelní hry. Děj se odehrává během druhé světové války v období operace Blitz, kdy nacisté soustavně bombardovali mnoho britských měst. Film se zabývá životními osudy členů tradičního shakespearovského kočovného divadla v této obtížné době. Na počátku 21. století se věnoval už jen práci pro televizi.

## Výběrová filmografie
U filmu Loupež z roku 1967 byl Peter Yates autorem scénáře i režisérem.

### Filmy
- 1998 Láska až za hrob: romantické komedie, do které se plete dvojice duchů.
- 1995 Nikdo není sám: smutná komedie o vnukovi a jeho dědečkovi polského původu (excelentní Peter Falk).
- 1992 Rok komety
- 1989 Nevinný muž: drama s Tomem Selleckem v hlavní roli.
- 1988 Dům na Carroll Street: příběh z období mccarthismu.
- 1987 Podezřelý: drama ze soudního prostředí.
- 1985 Eleni: drama kombinující děj v současnosti a v Řecku za války.
- 1983 Garderobiér: životní osudy členů tradičního shakespearovského kočovného divadla v době bombardování britských měst Luftwaffe. Film byl nominován na pět Oscarů (ale žádného nezískal), pět nominací/jedno vítězství Zlatý glóbus, sedm nominací na ceny BAFTA, zisk Stříbrného medvěda pro nejlepšího herce a nominace na Zlatého medvěda pro nejlepší film na Berlinale.[11]
- 1981 Planeta Krull: film na pomezí sci-fi a fantasy.
- 1979 A co dál...: rodinná komedie odehrávající se ve sportovním prostředí (cyklistika): několik nominací na Zlatý glóbus, Oscara a ceny BAFTA.[10]
- 1977 Hlubina: thriller o hledání (nejen) pokladu ve vraku lodi s Jacqueline Bissetovou, podle předlohy Peter Benchleyho.
- 1976 Tři ze sanitky: černá komedie o řidičích sanitek.
- 1973 Přátelé Eddieho Coylea: podle stejnojmenného kriminálního románu George V. Higginse.
- 1972 Ukradený diamant: krimi komedie, volně podle knihy Jak neuloupit smaragd (Donald E. Westlake)
- 1971 Murphyho válka: komorní válečné drama v Jižní Americe: jediný přeživší námořník proti německé ponorce (Peter O'Toole).
- 1969 John a Mary: v hlavních rolích Dustin Hoffman a Mia Farrowová.
- 1968 Bullittův případ: první film režiséra v Hollywoodu, s proslulou automobilovou honičkou v San Franciscu (Steve McQueen).[9]
- 1967 Loupež: volně inspirováno skutečným případem tzv. Velké vlakové loupeže z roku 1963.
- 1963 Summer Holiday: první film režiséra.

### Seriály
- 1964 Danger Man: seriál s tajným agentem Johnem Drakem (hraje Patrick McGoohan).
- 1962 The Saint: kombinace akčního seriálu, krimi a komedie s Roger Moorem v hlavní roli.

### Scenárista
- 1967 Loupež: volně inspirováno skutečným případem tzv. Velké vlakové loupeže z roku 1963.